# Tacere
Tacere foi uma banda power metal/metal sinfônico/metal gótico finlandesa. A banda encerrou as atividades em 2014.

## Membros
- Taiya R. - voz
- Karri Knuutila – vocal gutural, guitarra, baixo e teclados
- Jarno "Jake" Vanhanen – bateria
- Janne Salminen – teclados
- Leandro Matos - baixo

## Ao vivo
- Pekka Pyrhönen - baixo
- Seppo Nummela - guitarra

## Ex-membros
- Helena Haaparanta – vocais
- Esa Sokajärvi - guitarra
- Pekka Jokinen - baixo

## Discografia

### Demos
- Into Your Dreams (2002)
- Glacial Night (2003)
- The Legend Of Gévaudan (2004)
- Emoción Muerte (2004)
- Eras Reveries (2005)

### Álbuns
- A Voice In The Dark (EP, 2006)
- Beautiful Darkness (2007)
- At World's End (2012)[2]

### Singles
- I Devour (2006)